# Demodex
Demodex är ett släkte av små hårsäckskvalster, som tillhör ordningen Trombidiformes. Kvalster är en underklass till spindeldjuren. De har åtta ben på sin avlånga kropp när de är färdigutvecklade. I släktet finns idag mer än 100 olika kända arter som lever i symbios med däggdjur. Mest kända är Demodex canis som är vanlig hos vissa hundraser, de kan ibland orsaka stora problem i hundars päls. Demodex folliculorum samt Demodex brevis är de arter man hittat som kommensaler eller parasiter på människan. D. folliculorum lever i hårsäcken och är cirka 0,3–0,4 mm lång medan D. brevis som lever i talgkörtlarna är mindre, cirka 0,2–0,3 mm lång. 
Deras livscykler börjar som ägg, sedan går de över till larvstadium, protonymf, nymf för att till sist bli vuxna.

## Demodex hos människan
Det är oklart vilken roll Demodex-kvalster spelar för oss människor. De vanligaste problemen är hudinflammationer, som till exempel blefarit (ögonlocksinflammation där symptomen brukar vara irritation, tårar och skav), rosacea (hudutslag i ansiktet, vanligt hos medelålders personer) och håravfall med mera. En studie som gjordes på 96 symptomfria vuxna visade att förekomsten av Demodex-kvalster var vanligare hos män än hos kvinnor. Demodex folliculorum och Demodex brevis fanns hos 17,7 % av provtagna individer, 21,9 % hos män och 20 % hos äldre vuxna.

## Levnadssätt och livscykel
Parasiterna kan röra sig över hudytan och på så sätt nå ett större hudområde. D. folliculorum kan man hitta flera stycken av inom samma område, oftast vid en hårsäck medan D. brevis skiljer sig åt och lever ett mera ensamt liv vid talgkörteln. Båda arterna trivs bäst i mörker och drar sig gärna tillbaka under dagens ljusa timmar. På kvällen och natten tar de sig ut ur sina gömmor och blir då som mest aktiva och kan röra sig med en hastighet på 8-16 mm/timme.
D. folliculorum påbörjar sin parning i mynningen till hårsäcken, vilket förmodas ske då huden inte exponeras för dagsljus. Efter parningen tar honan sig tillbaka in i hårsäcken och lägger sina ägg i närheten av talgkörteln, och kan därefter leva i högst fem dagar till. Den beräknade tiden från dess att ägget läggs till dess att ett vuxet stadium nås är 14–15 dagar. Könsmognaden uppstår redan i larvstadiet och livsstilen skiljer sig åt hos honor respektive hanar. Honor vakar över sitt revir i hårsäcken, medan hanar tar sig från hårsäck till hårsäck och söker efter en ny hona att para sig med.
Hårsäckskvalsterna går oftast att hitta parallellt med hårstrån i hårsäckarna där de sitter med huvudet nedåt och bakdelen mot ytan av huden.

## Sjukdomseffekter
Många av arterna inom släktet är kommensala och tillhör hudens normala ekologiska samhälle i talgkörteln hos däggdjur och ger därför normalt inga symptom. För att Demodex ska överföras mellan individer krävs direktkontakt med det koloniserade området, vanligtvis ansiktet. Med en biopsi kan man undersöka tätheten av kvalsterpopulationen i huden. Det går även att undersöka exempelvis en ögonfrans i ett mikroskop då man fått upp hårsäcken också.
D. folliculorum livnär sig på epitelceller i hårsäckarna. I de fall djur orsakar symptom har man funnit svullnad av hårsäckarna och hudcellsförändringar (epitel-metaplasi). Detta har visat sig i de få fall där sex eller fler kvalster befunnit sig i samma hårsäck. D. brevis äter talg i talgkörtlarna. Det finns inga bevis för att de framkallar några sjukdomssymptom.

## Demodex canis
Demodex canis orsakar ibland stora besvär hos hundar, de är dock artspecifika och överförs därför inte till människor. Vuxna hundar smittar normalt sett inte heller varandra utan det är främst tiken som för över kvalstren till valparna under digivningen. Demodikos verkar vara vanligare förekommande hos vissa raser och ärftliga orsaker misstänks, en annan teori är att vissa stammar av Demodex har förändrats till att vara aggressivare än andra samt att hundar med redan försämrat immunförsvar löper en större risk att få men av kvalstren.
En hund som lider av demodikos kan visa upp flera olika symptom, exempelvis små rodnander eller hårlösa fläckar, mjäll, pälsavfall och infektioner i tassarna.

Ofta behandlas inte hunden om den bara har lindriga symptom, är de mer omfattande behandlas den med parasitborttagande medel till exempel spot on samt bakteriedödande schampo.

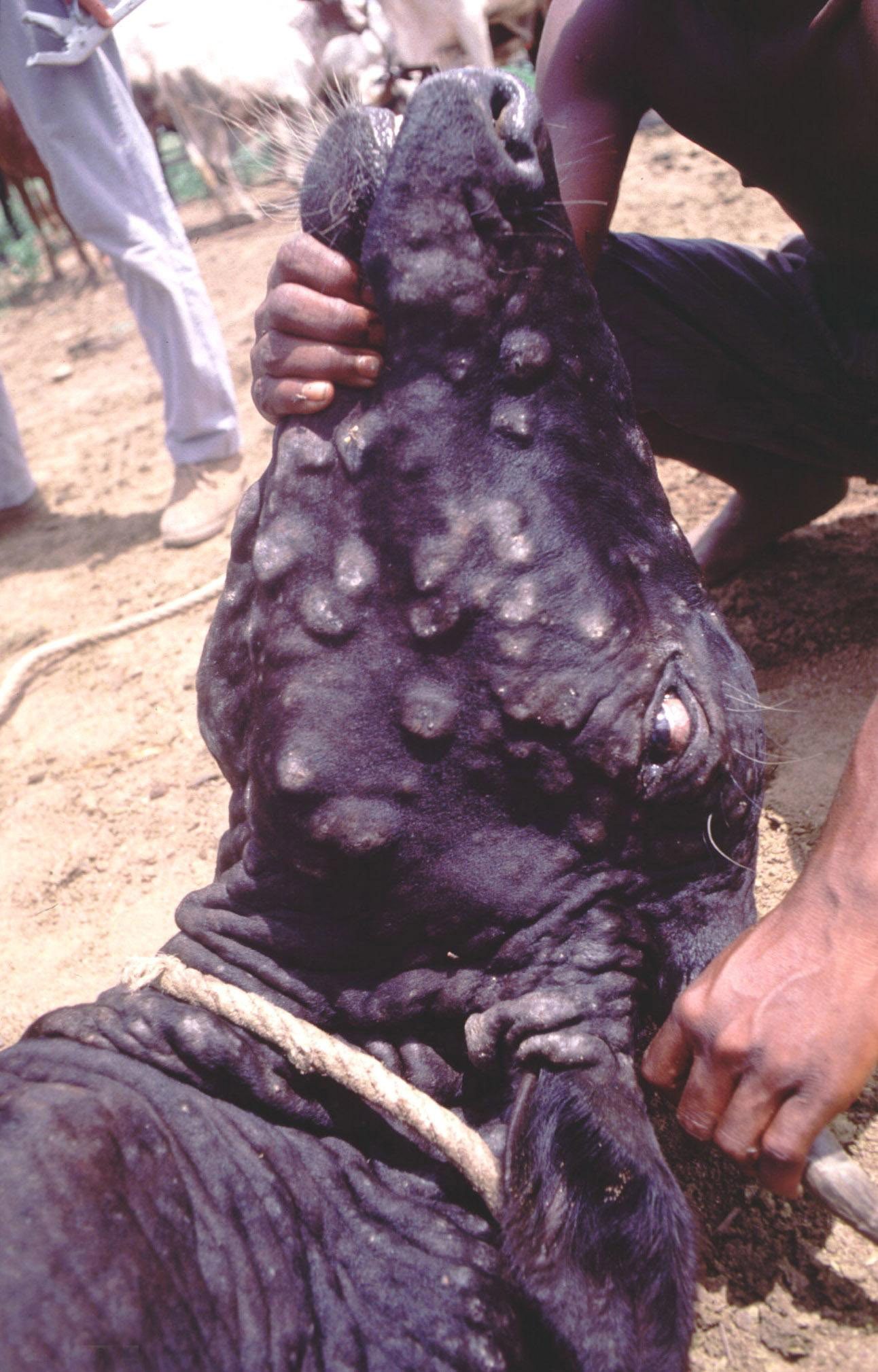
Demodikos hos ko